# Ancistroceroides alasteroides
Ancistroceroides alasteroides är en stekelart som först beskrevs av Henri Saussure 1852.  Ancistroceroides alasteroides ingår i släktet Ancistroceroides och familjen Eumenidae. Inga underarter finns listade i Catalogue of Life.